# Чародей и белая змея
Чародей и белая змея — (кит. трад. 白蛇傳說之法海) фильм, снятый китайским режиссёром Чэн Сяодуном, в главной роли снялся Джет Ли. Создание началось в конце сентября 2010 и закончилось 16 января 2011 в Китае. Первый релиз состоялся 29 сентября 2011 в Гонконге.

## Сюжет
Сюжет фильма и его основные персонажи (Белая Змея, её спутница Зелёная Змея Цинцин, травник Сюй Сянь, монах-экзорцист Фахай) основаны на древней Легенде о Белой Змее, распространенной в народе изустно, позже[когда?] обработанной и опубликованной в начале XVII века Фэн Мэнлуном и с тех пор[когда?] неоднократно адаптированной в китайском регионе и Японии для театра (один из традиционных сюжетов нескольких разновидностей китайской оперы), кино, телевидения и анимации (в частности, в 1958 сюжет был использован для первого цветного полнометражного аниме).
В начале фильма монах (Джет Ли) сражается со снежной ведьмой в красном платье и одерживает победу над ней, заточив её.
Действие происходит в древнем Китае[когда?]. В этом мире существуют люди и демоны, которые плохо ладят между собой. Злые демоны любят пошалить над людьми или даже убивать их. А люди вынуждены жить в ожидании и страхе. Единственные, кто может противостоять демонам — буддийские монахи, могущественные экзорцисты. Используя божественные заклинания и печати, они запечатывают злых демонов.
История начинается с молодого парня по имени Сюй Сянь, который со своим попутчиком решил собрать целебные травы на склоне горы. В это время за ними наблюдали две женщины-змеи. Это были очень могущественные демоны-сёстры. Они могли принимать облик огромных страшных змей или прекрасных девиц с белой кожей длинными чёрными волосами. И зелёная змея решила немного пошалить, она приняла облик змеи и напугала молодых людей. Сюй Сянь упал с обрыва прямо в воду и начал тонуть, но белая змея устремилась вниз, чтобы его спасти. Под водой, увидев друг друга, они влюбились и слились в горячем поцелуе. После этого молодой человек долго пытался найти таинственную красавицу. Прошло время и в небольшом городке состоялся местный праздник. Туда прибывают Сюй Сянь, девушки-змеи в человеческом обличье и монах-экзорцист Фахай со своими учениками. Судьба переплетает их пути. Белая змея находит молодого человека, однако тот её не узнаёт сначала и она начинает заигрывать с ним. Зелёная змея встречает ученика монаха, и несмотря на то, что это её заклятый враг, она заводит с ним долгую беседу, и даже помогая, указывая на кровожадных гарпий-демонов, которые прячутся на одной из лодок. Ученик сражается с ними, но их силы не равны, и он попадает в западню к более сильному демону-вампиру. Вампир кусает его и он зовет на помощь Учителя. Начинается протяжный бой между Монахом и вампиром, сначала в городе, затем в жерле вулкана. Послушник, укушенный вампиром, начинает превращаться в него сам — у него отрастают длинные уши и появляются клыки. В замешательстве он сбегает из пагоды в горы. Сначала он хочет умертвить себя, но зелёная змея помогает ему свыкнуться с тем, что он демон. В это время монах убивает демонов дальше, и встречает зелёную змею. Он едва не убивает её, но ему мешает его послушник, и воспользовавшись замешательством учителя, спасает девушку, унося её в безопасное место.
Между Сюй Сянем и белой змеёй начинается роман, она знакомит его со своей семьёй, животными-демонами, которым она на время предала человеческий облик.
Когда на людей нападает великое множество демонов, белая змея помогает возлюбленному сделать лекарство, вдыхая в него свою жизненную силу и сокращая свою жизнь на несколько веков. Узнав об этом, монах не убивает её при встрече, но обещает, что в следующий раз он её не пощадит. Однако белая змея случайно выпивает вино, на которое наложено заклинание против змей, и принимает истинный вид. Монахи опечатывают дом волшебными нитями, монах и белая змея вступают в схватку. Испуганный муж случайно ранит змею волшебным клинком, и она сбегает. Монах велит не преследовать её, потому что рана от волшебного кинжала не даст змее принять облик человека. Сюй Сянь в отчаянии. Демон-мышь говорит ему, что спасти его возлюбленную может только волшебный корень, который находится в пагоде, перед зеркалом, куда заключены все пойманные демоны. Сюй Сянь находит настоящий корень с помощью огня, но случайно освобождает всех злых духов, которые вселяются в него. Белая змея выздоравливает с помощью корня, который ей приносит мышь. Две сестры от демона-мыши узнают, что Сюй Сянь содержится в пагоде и приходят за ним, однако монах не разрешает им увидеться. После поединка змеи грозятся затопить пагоду водой из-за гор, несмотря на то что они могут убить этим множество человек. Сестры, превратившиеся в огромных змей, начинают поединок с экзорцистом. Монахи спешно покидают пагоду. Оставшаяся внутри живая цепь не пропускает змей в святилище, создавая узы заклинания, но демоны-мыши разрывают их цепь, разгрызая четки и пропуская внутрь белую змею, которая спасает Сюй Сяня. Выясняется, что Сюй Сянь потерял память и не помнит белую змею. Это случилось из-за того, что змея разрушила заклятье, которым монах пытался выгнать из него злых духов. Монах говорит что она сама виновата в этом, но змея ему не верит. В поединке она в виде огромной змеи заглатывает монаха, но ему удается проткнуть её изнутри и таким образом остановить. Неожиданно появляется послушник, уже полностью ставший демоном, и спасает из воды монахов, вытаскивая их на сушу. Это заставляет монаха-экзорциста пересмотреть свои взгляды на демонов. Послушник спасает зелёную змею из воды, и белая змея наносит решительный последний удар, создавая огромные водяные бураны, однако монах отражает все её удары и запечатывает её в новосозданном храме навеки. Белая змея испрашивает у Будды позволения ещё раз увидеть возлюбленного, и прощается с ним, пока монах держит на весу храм.
По пути от пагоды монах встречает своего бывшего послушника, и дает ему яблоко, подтрунивая что ему идет его новое обличье.
Зелёная змея уходит в море.

## Актёры
- Джет Ли  —  монах - экзорцист Фахай
- Ева Хуан — Белая змея (Сусу)
- Реймонд Лам — Сюй Сянь
- Шарлин Чой — Зелёная Змея (Цинцин)
- Вэнь Чжан — Нэн Жэнь
- Цзян Ву — Демон-черепаха
- Вивиан Сюй — Ледяная Гарпия
- Мириам Ён — Демон-заяц
- Чепмэн — ТоГугу
- Лау Каръин — Таинственный травник
- Лам Сюэт — Демон-курица
- Соня Квок — Бу Мин
- Анжела Тун — Демон-кошка
- Мишель Вай — Демон-летучая мышь

## Создание
За главную роль боролись ведущие актеры такие как Этан Жуань, Питер Хо, Марк Чао и Рэймонд Лам. В конце концов Жуань и Чао были сняты, поскольку они считаются не достаточно известными в Китае.
Касательно боевых сцен, Джет Ли заметил, что никогда так не уставал от съёмок. По его словам,
После драки с Белой Змеёй дерись с Зелёной Змеёй. После драки с Зелёной Змеёй дерись с Демоном. Сразившись с этим Демоном, иди драться с другим Демоном. Сразившись и с другим Демоном, иди драться с Водяным Чудовищем. Каждый день на съёмочной площадке я тяжело вздыхал.
Реймонд Лам сказал, что его в фильме постоянно били.
Особенно А Са, она даже попросила режиссёра добавить побольше боевых сцен. То есть сцен, в которых меня били! Более того, она дралась даже жёстче, чем раньше! 